# Eualloea suffusa
Eualloea suffusa là một loài bướm đêm trong họ Geometridae.